# Schönfeldsches technologisches Museum
Das Schönfeldsche technologische Museum war eine für etwa 60 Jahre in Wien ansässige Kunst- und Gebrauchsgegenstände-Sammlung, die weitgehend auf die Prager Rudolphinische Schatz- und Kunstkammer zurückgeht.

## Geschichte
In den 1770er Jahren hatten sich die Garnisonverhältnisse des Prager Militärs immer weiter verschlechtert. Man entschied daher, Teile der Prager Burg zur Einrichtung einer neuen Artilleriekaserne freizugeben. Die bedeutende Kunstsammlung Kaiser Rudolph II. befand sich seit dem Angriff der preußischen Truppen im Jahr 1756 in drei unterirdischen Kellergewölben an der Nordseite der Burg, die nun zum Einlagern des Schießpulvers benötigt wurden. Kaiser Joseph II. (1741–1790) genehmigte daher die Auflösung der Sammlung. 573 Gemälde kamen nach Wien, alles andere wurde bei der am 13. und 14. Mai 1782 stattfindenden Versteigerung veräußert.
Die Kollektion gelangte fast vollständig in den Besitz des wohlhabenden Prager Hofbuchdruckers Johann Ferdinand Ritter von Schönfeld, der bis auf wenige Ausnahmen die noch fehlenden Stücke später in seinen Besitz brachte und die Sammlung durch Ankauf weiterer Kunstgegenstände aus aufgelösten Klöstern vergrößerte. Mittlerweile war Schönfeld nach Wien umgezogen, wo er 1799 in seiner Wohnung, in der Preßgasse (damalige Grundbuchnummer 488, später Sterngasse Nr. 6), im zweiten Stock, ein technologisches Museum eröffnete. Vermutlich kurz nach 1812 verzog er in die Wollzeile (Grundbuchnummer 857, spätere Hausnummer 24).
Nach seinem Tod (1821) gelangte das technologische Museum an seinen ältesten Sohn Ignaz Ritter von Schönfeld, der allerdings nicht über die Geldmittel seines Vaters verfügte und die Sammlung daher bereits 1822/23 an Josef Freiherr von Dietrich verkaufte, der damals zu den wohlhabendsten Einwohner in Wien gehörte. Dietrich zeigte zunächst großes Interesse für das Museum. Er ließ dazu im Haus seines verstorbenen Bruders Konrad im Stadtbezirk Wieden (Grundbuchnummer 103, spätere Heugasse Nr. 2 und 4, heutige Technikerstraße) einen etwa 125 m² großen Saal sowie zusätzlich drei weitere Zimmer herrichten und beauftragte Joseph Scheiger mit der Erstellung eines Ausstellungskataloges. Etwa Ende der 1820er Jahre erfolgte der Umzug in das von Dietrich bereits 1810 erworbene Haus in der Schönlaterngasse (Grundbuchnummer 673, heutige Hausnummer 8, einige der damaligen Reiseführer wie beispielsweise der Baedecker gaben als Adresse hier fälschlicherweise Obere Bäckergasse 673 an). Letztlich holte Dietrich etwa Anfang der 1850er Jahre die Sammlung in sein Wohnhaus in der Hauptstraße im Stadtbezirk Matzleinsdorf (Grundbuchnummer 15–17, spätere Matzleinsdorfer Straße 45–51), stellte dafür aber nur noch einen Dachbodenraum im hinteren Bereich seines großen Anwesens zur Verfügung und hatte zuvor bereits einige Ausstellungsgegenstände, vor allem Waffen und Glasmalereien, auf sein Schloss Feistritz am Wechsel verbracht.
Nach Dietrichs Tod (21. Juli 1855) bemühten sich die Vormundschaftsverwalter seines noch minderjährigen Enkels, Joseph Fürst Sulkowsky, um einen Käufer und Ende 1858 wurde der noch vorhandene Teil der Sammlung für 28.000 Gulden von den aus Frankfurt am Main stammenden Antiquitätenhändlern Abraham und Markus Löwenstein erworben. Sie verbrachten 1.291 Stücke nach London und ließen alles bei Christie, Manson und Woods zwischen dem 12. und 23. März 1860 auf der Auktion The Vienna Museum mit einem Erlös von insgesamt etwa 77.000 Gulden versteigern.

## Exponate
Schönfeld hatte seine Ausstellung in 51 Abteilungen (Rubriken) unterteilt. Das fing beispielsweise an mit der Schreib-, Buchdrucker-, Zeichen- und Malkunst, über Kupfer- und Holzstiche, Ätz- und Gießkunst, Schlosserarbeiten und Waffenschmiedekunst sowie Stein-, Holz- und Beinbilderhauerkunst, Lederarbeiten, Weberkunst und Stickereien bis zu Gewerbs-, Musik- und mathematischen Instrumenten, Uhrmacherkunst und Automaten. Vorhanden waren unter anderem 18 500 Kupferstiche, 3 000 Holzstiche, 1 700 Handzeichnungen, 4 500 Gold-, Silber- und Kupfermünzen, 300 Ölgemälde. Als Künstler werden darunter angegeben Jost Amman, Lucas Cranach, Albrecht Dürer und Rembrandt. Zu den bemerkenswerten Exponaten zählten ein von Kaiser Rudolph II. selbst angefertigtes Schachspiel aus Elfenbein und Ebenholz, ein Brennspiegel des 1476 verstorbenen Astronomen Johann Regiomontanus, das Silberwerk Krönungshalle Karls VI. oder der Giftbecher Rudolfs II.

## Verbleib
Nach Schönfelds Angaben bestand sein technologisches Museum im Jahr 1817 aus 200 000 Einzelnummern. Scheiger nennt im Jahr 1824 dagegen nur noch 50 000. War Schönfelds Behauptung nicht nur Übertreibung, sollte Ignaz von Schönfeld noch vor dem Besitzwechsel an Dietrich vieles zurückbehalten und anderweitig veräußert haben. Inwieweit Dietrich außer Schloss Feistritz noch andere seiner zahlreichen Immobilien mit Kunstgegenständen ausstaffierte, ist nicht bekannt. Nach seinem Tod, als sich die Sammlung in der Obhut der Vormundschaftsverwalter seines Enkel befand, verscherbelte sein Hauspersonal in Matzleinsdorf unter der Hand zahlreiche Geräte, Waffen, Bücher und Stiche aus der Sammlung an die örtlichen Trödler. Letztlich wurde in London nur ein verschwindend kleiner Teil aus dem ehemaligen Schönfeldschen technologischen Museum versteigert. Das Schicksal weniger Einzelstücke ließ sich besser nachweisen. So hatte Johann Ferdinand von Schönfeld kurz vor seinem Tod einige Gemälde und das Tonmodel Der schlafende Endymion an Anton Rollet verschenkt, die sich heute im Badener Rollettmuseum befinden. Das Hamburger Museum für Kunst und Gewerbe erwarb 1892 ein Astrolab aus der Werkstatt des Braunschweiger Goldschmieds Tobias Volckamer, das einst Tycho Brahe gehörte. Schließlich kehrte ein Stück auch wieder nach Wien zurück. Das Relief Mariae Verkündigung (um 1518) von Hans Daucher befindet sich heute im Wiener Kunsthistorischen Museum.